# Torstein Sidu-Hallssons saga
Torstein Sidu-Hallssons saga (isl. Þorsteins saga Síðu-Hallssonar) är en av islänningasagorna. Den utspelar sig på östra Island och i Norge. Handlingen äger rum under första delen av 1000-talet.

## Handling
Den egentliga sagan handlar att Torstein deltog i Slaget vid Clontarf (Briansslaget) år 1014. Den berättar också om Torsteins strider med Torhadd och hans söner. 
Þorsteins þáttr Síðu-Hallssonar (kortsagan, som hos Ohlmarks sammanfogas med huvudsagan) berättar om att Torstein kommer i onåd hos kung Magnus den gode, men att förlikning till slut åstadkoms.

## Tillkomst, manuskript och översättning
Sagen finns endast i två pappershandskrifter, JS 435 qu. och AM 142 fol., från början av 1700-talet. Flera avsnitt saknas, bl.a. början. Sagan trycktes först i Leipzig år 1859 i Analecta norræna.
Þorsteins þáttr Síðu-Hallssonar finns i Flatöboken. Den trycktes först i Köpenhamn år 1831 som en del av Fornmanna sögum, bd. VI.
Sagan är översatt till svenska av Åke Ohlmarks (1964).